# Semnopithecus dussumieri
Semnopithecus dussumieri  (лат.) — вид обезьян семейства мартышковых отряда приматов. Видовое латинское название дано в честь французского путешественника Жана-Жака Дюссюмье (1792—1883).
Тело тонкое, хвост длинный. Окраска меха варьируется от желтовато-серого до светло-оранжевого, руки и ноги по сравнению с другими видами яркие, голое лицо тёмное, характерные для рода надбровные дуги.
Этот вид встречается в юго-западной и западно-центральной части Индии. Живёт на высотах от 100 до 1700 метров над уровнем моря в тропическом лесу, сухом лиственном лесу, священных рощах, влажном лиственном лесу, садах, прибрежном лесу и открытых зарослях, и синантропные во многих местах. Хорошо приспособлен к посевным площадям и созданным природоохранным зонам.
Это древесный, дневной вид. Питается в первую очередь листьями, а также плодами, почками, корой и травой, реже насекомыми. Численность животных в группе колеблется от 15 до 150 особей. Обычно живёт гаремными группами, состоящими из одного самца, нескольких самок и потомства. Иногда встречаются смешанные группы (несколько самцов и самок); другие самцы часто образуют холостяцкие группы.
Никаких серьёзных угроз нет. Этот вид занесен в Приложение I СИТЕС. Встречается в нескольких охранных территориях.